# Ліліан Лопез
Ліліан Лопес (нар. 1925 — пом. 2005) — пуерториканська активістка та бібліотекарка, працювала в Публічній бібліотеці Нью-Йорка з 1960 до 1985 року, очолюючи Проєкт Південного Бронкса, ідея якого була у відродженні громади в Бронксі за допомогою бібліотечних семінарів і інформаційно-роз'яснювальної роботи. Також вона адвокатуала надання бібліотечних послуг для громад, які не обслуговуються, особливо тих, хто не розмовляв англійською мовою.

## Життєпис
Ліліан Лопес народилася в Салінасі, Пуерто-Рико в 1925 році, але в дитинстві проживала в сусідньому з ним містечку Понсе. 1935 році разом з матір'ю та молодшою сестрою вона переїхала до Нью-Йорка, де вони возз'єдналися зі старшою сестрою Ліліан, Евеліною Лопез Антонетті. Лопес закінчив середню школу Вашингтона Ірвінга в 1944 році. 1952 року вона вступила до Гантерського коледжу, а 1959 отримала ступінь. У 1960 році вона вступила до Колумбійського університету та працювала бібліотекарем у Публічній бібліотеці Нью-Йорка, здобуваючи ступінь магістра бібліотечних наук.
Ліліан Лопез померла в 2005 році у віці 80 років.

## Робота в Публічній бібліотеці Нью-Йорка
25 років Ліліан Лопез пропрацювала в системі Публічної бібліотеки Нью-Йорка. Вона адвокатувала розширення бібліотечних послуг для іспаномовних громад і для цього об'єналася зі своїм колегою, який також працював у Піблічній бібілотеці Нью-Йорка — Пурою Белпре.
1967 року вона стала співзасновницею проєкту Південного Бронкса, програму інформаційно-роз'яснювальної роботи бібліотеці, спрямовану на збільшення громадських послуг для відвідувачів у районі, з фокусом на категорії населення, які цих послуг не отримували раніше. Проєкт отримав понад 200 000 доларів фінансування протягом першого року за рахунок Закону про бібліотечні послуги та будівництво.
1972 року вона стала координатором Управління спеціальних служб при Публічній бібліотеці Нью-Йорка. Ця посада дозволила їй реалізовувати проєкти, подібні до проєкту Південного Бронкса, в інших районах Нью-Йорка.
1979 року вона стала координатором Бронкса, і займала цю посаду до свого виходу на пенсію.

## Адвокація праці та освіти
Упродовж кар'єри Ліліан Лопез брала участь у програмах захисту прав на працю, зокрема на захист трудових прав жінок. Її старша сестра Евелін Антонетті була засновницею програми Об'єднаних батьків Бронкса (United Bronx Parents), що була покликана захищати інтереси і працювати з громадою в освітній та соціальній полощинах. Головний фокус цієї програми був на підтримці афроамериканських і латиноамериканських студентів у Бронксі. Як і її сестра, Ліліан Лопез також була долучена до створення та забезпечення доступу до освітніх ресурсів для іспаномовних меншин та інших груп.